# Gojan (métro de Séoul)
Gojan (hangeul : 고잔 ; hanja : 古棧) est une station de correspondance entre la ligne 4 et la ligne Suin–Bundang du métro de Séoul. Elle est située au 784 Jungang-daero, quartier Gojan-dong, dans l'arrondissement Danwon-gu de la ville Ansan-si, sur le territoire de la province Gyeonggi-do, au sud-ouest de Séoul, en Corée du Sud.
La gare d'origine est ouverte en 1937 sur la ligne Suin à voie étroite. Elle devient une station de métro en 1992 et une station de correspondance en 2020. Elle est desservie par les rames omnibus de la ligne 4 et de la ligne Suin-Bundang.

## Situation sur le réseau

Plan du réseau (2023)

La station, établie en aérien, Gojan est une station de correspondance, située sur la section commune à la ligne 4 et la ligne Suin–Bundang du métro de Séoul :
sur la ligne 4, elle est située entre la station Jungang, en direction du terminus nord-est Jinjeop, et la station Choji, en direction du terminus sud-ouest Oido;
sur la ligne Suin–Bundang, elle est située entre la station Jungang, en direction du terminus nord Cheongnyangni, et la station Choji en direction du terminus ouest Incheon.

## Histoire

### Gare ferroviaire
La gare Gojan est mise en service le 6 août 1937 sur la ligne Suin à voie étroite. Cette gare est supprimée le 1er septembre 1994.

### Station de métro
La station Gojan est mise en service le 2 mars 1992 sur la ligne Ansan, puis elle devient une station de la ligne 4 le 1er avril 1994.
Elle devient une station de correspondance le 12 septembre 2020 lors de la création et l'ouverture à l'exploitation de la ligne Suin–Bundang.

## Services aux voyageurs

### Accès et accueil
Établie au 784 Jungang-daero, dans le quartier Gojan-dong, la station dispose de deux accès, numérotés de 1 à 2. Des escaliers, escaliers mécaniques et ascenseurs permettent les circulations piétonnes entre les différents niveaux : surface, accueil premier étage et quais au deuxième étage. Elle est notamment équipée d'automates pour l'achat de titres de transport. Les quais de la station sont équipés de portes palières.

la station
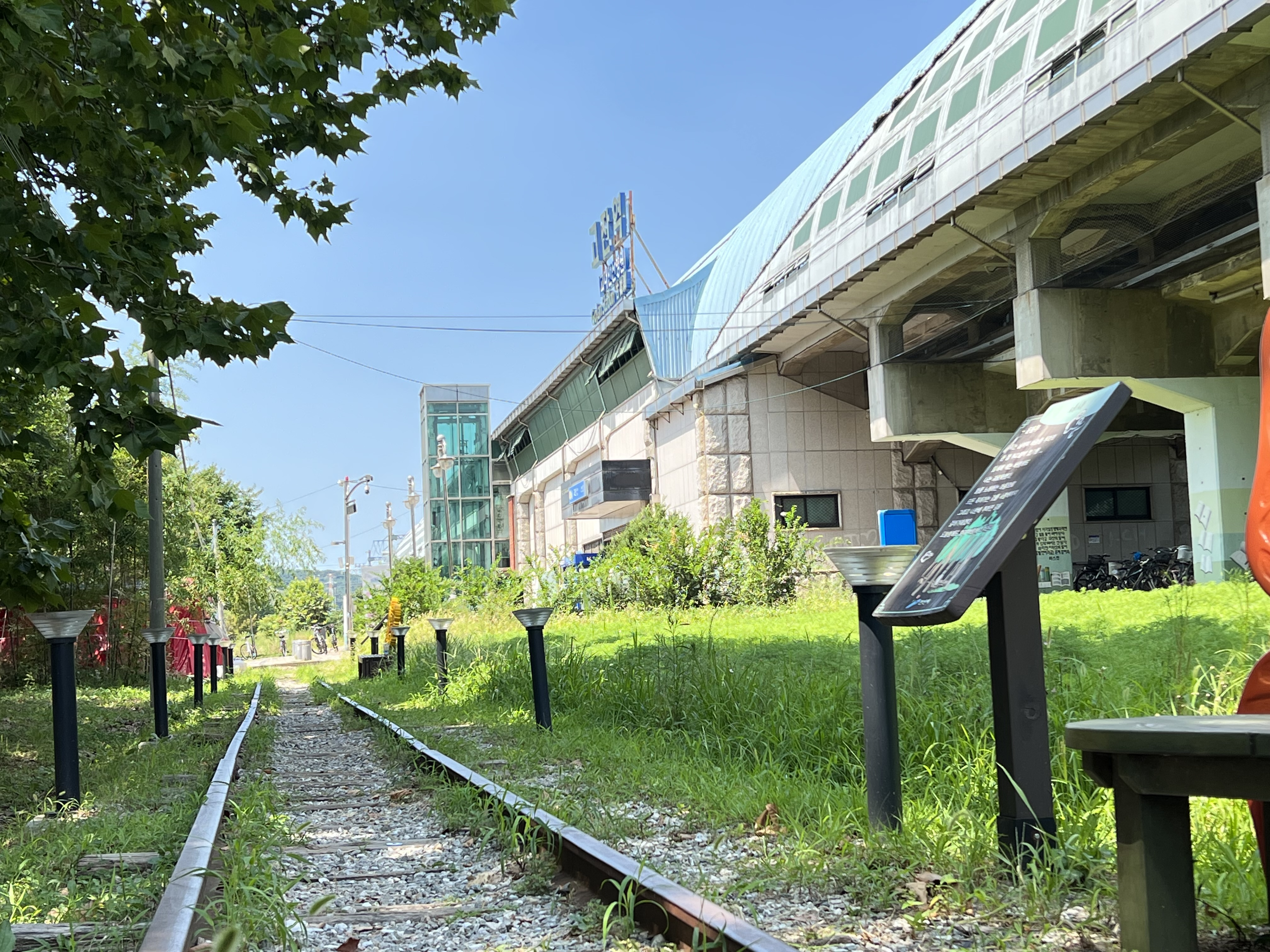
Station et ligne Suin à voie étroite, en 2023.
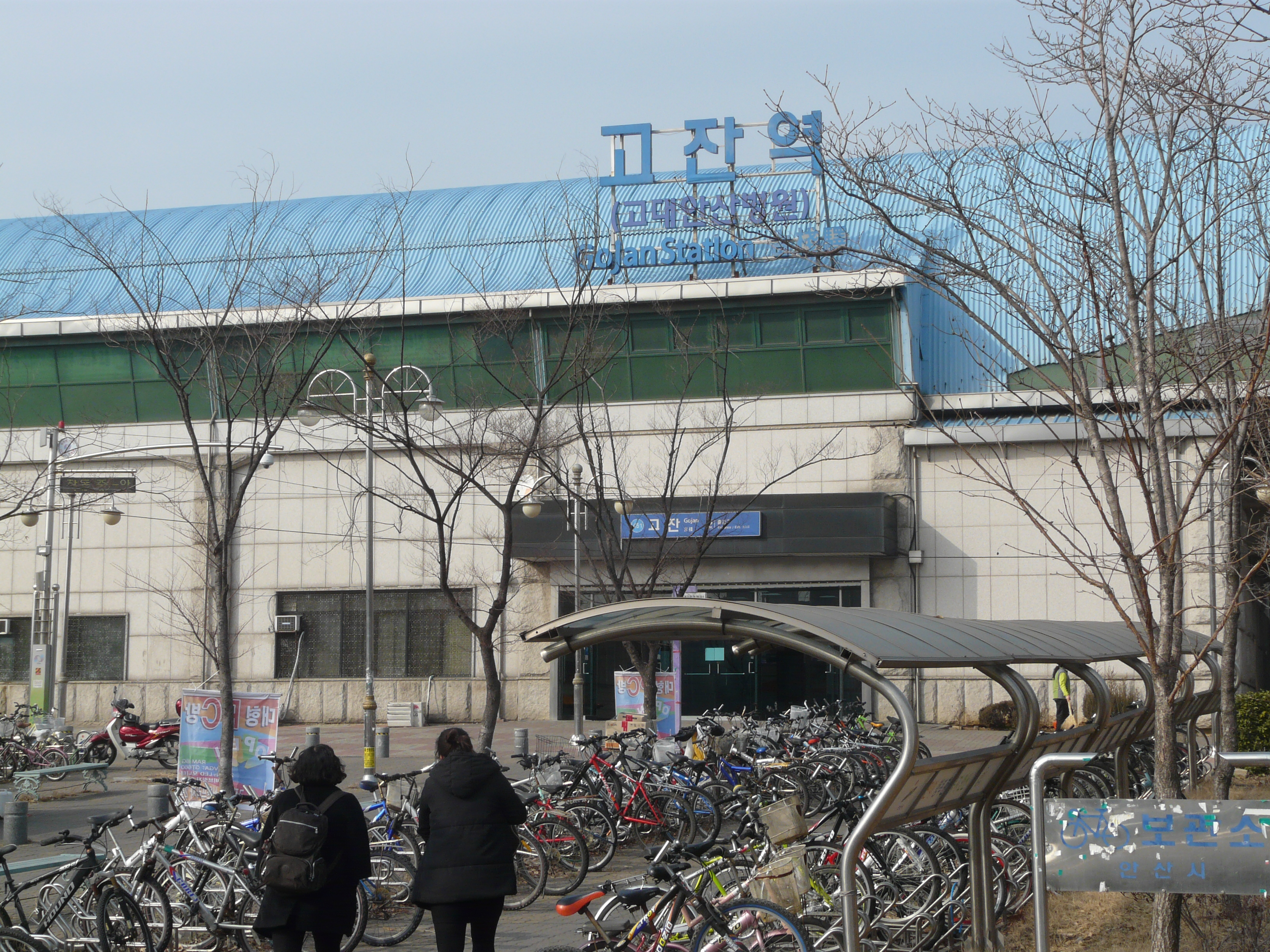
En 2013.
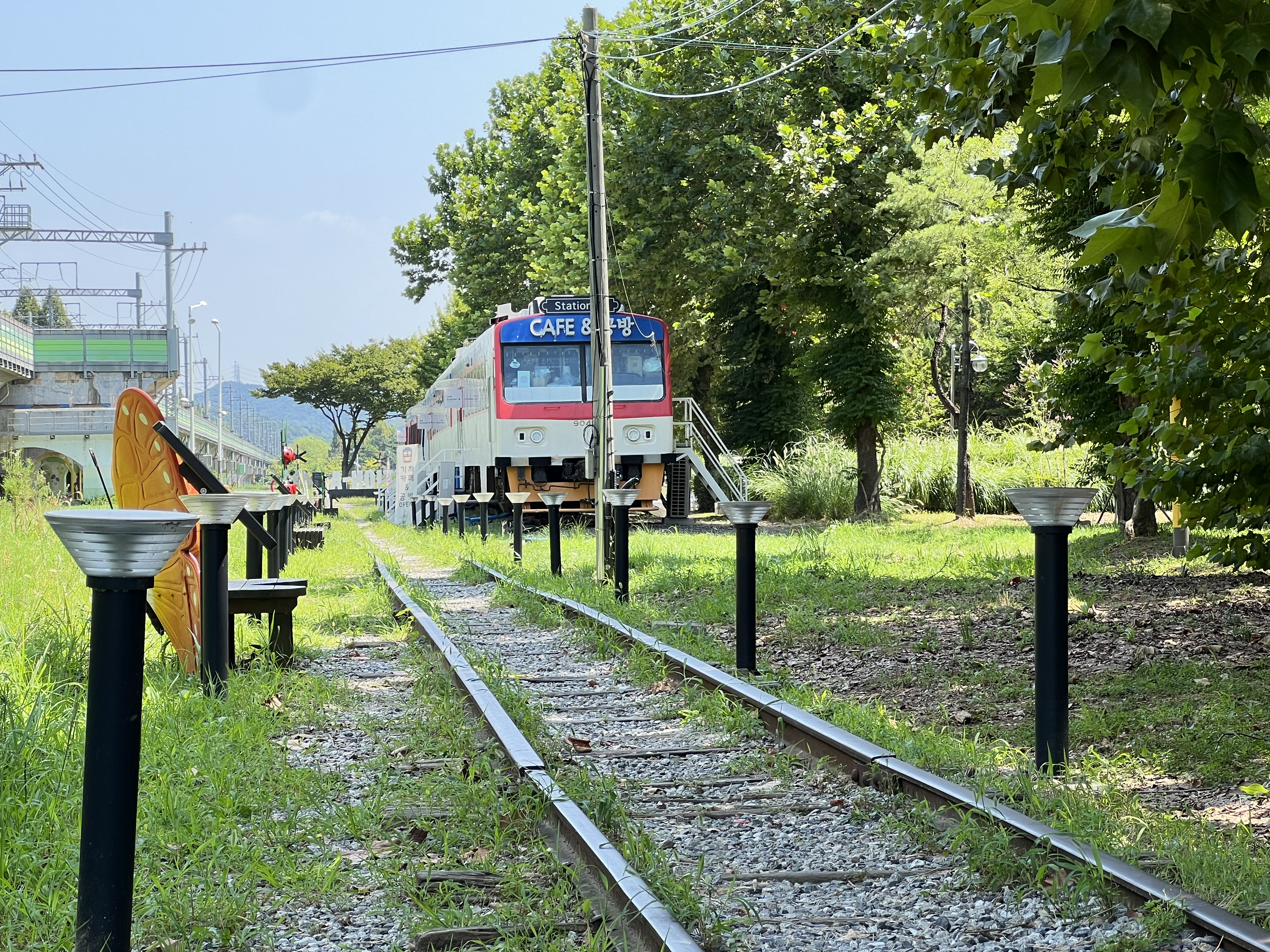
En 2023.

### Desserte
Gojan est une station en aérien avec deux voies deux quais (numérotés 1 et 2) desservis alternativement par les rames omnibus de la ligne 4 et de la ligne Suin–Bundang.

Installations
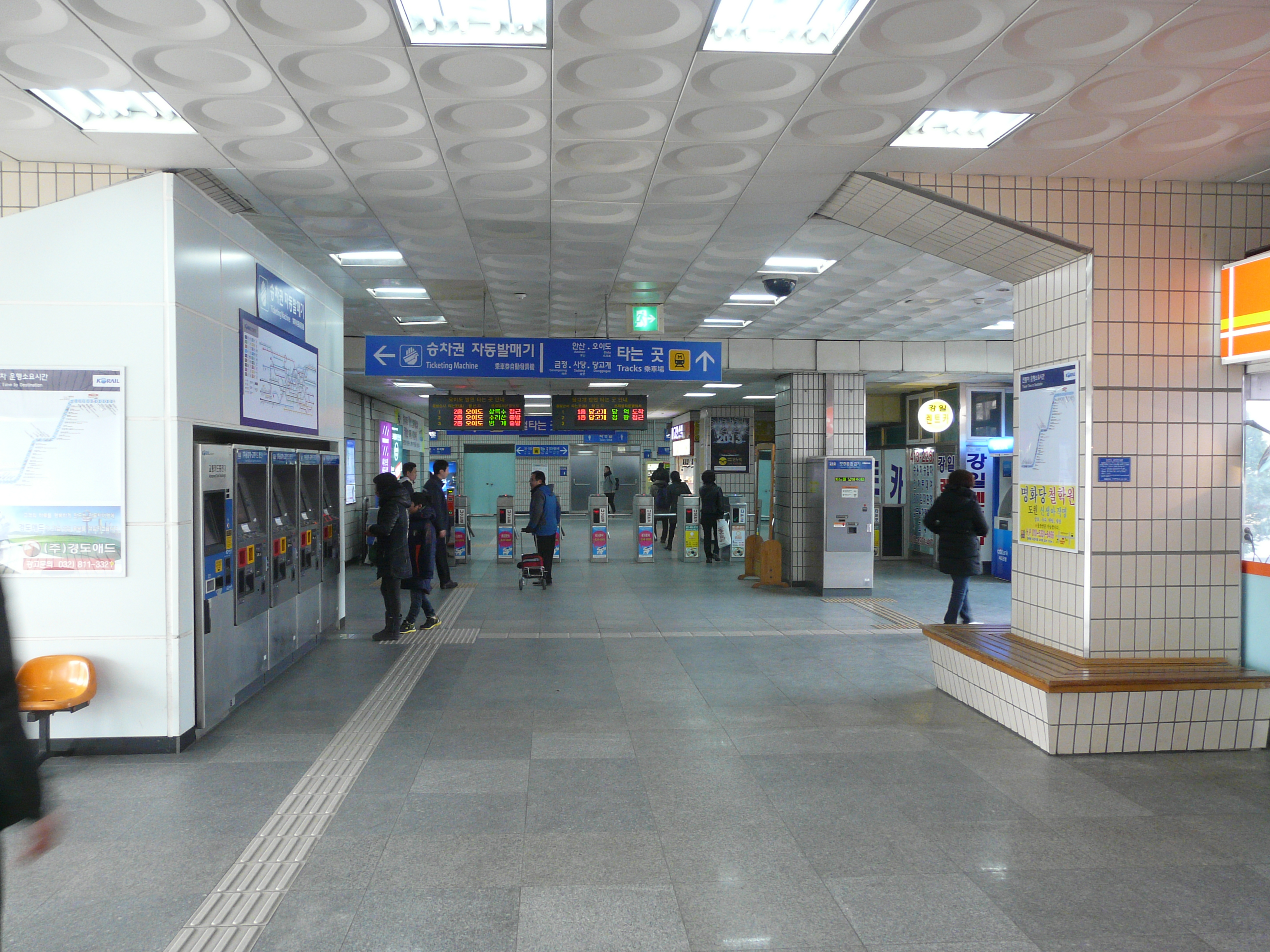
En 2013.
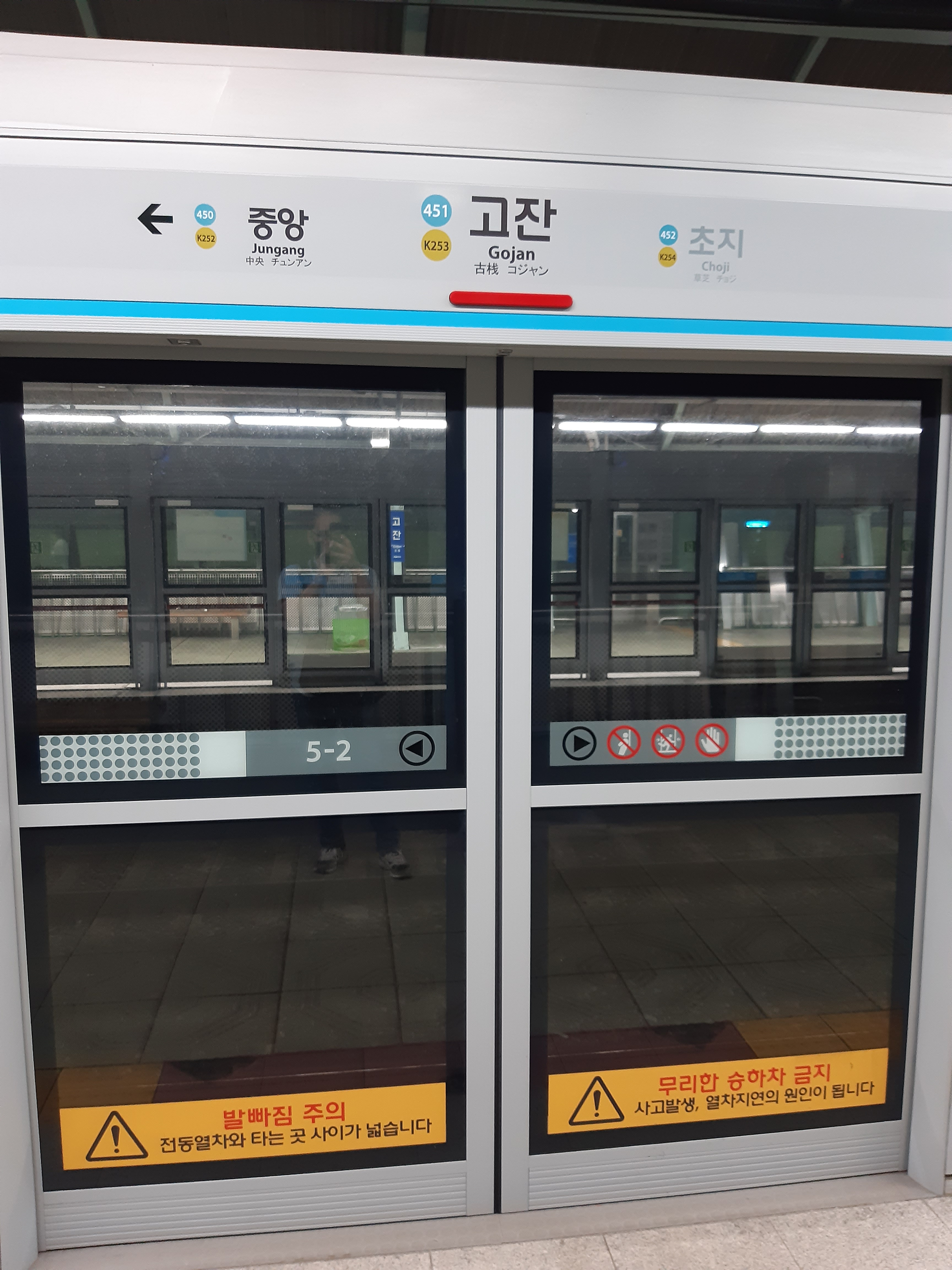
En 2020.
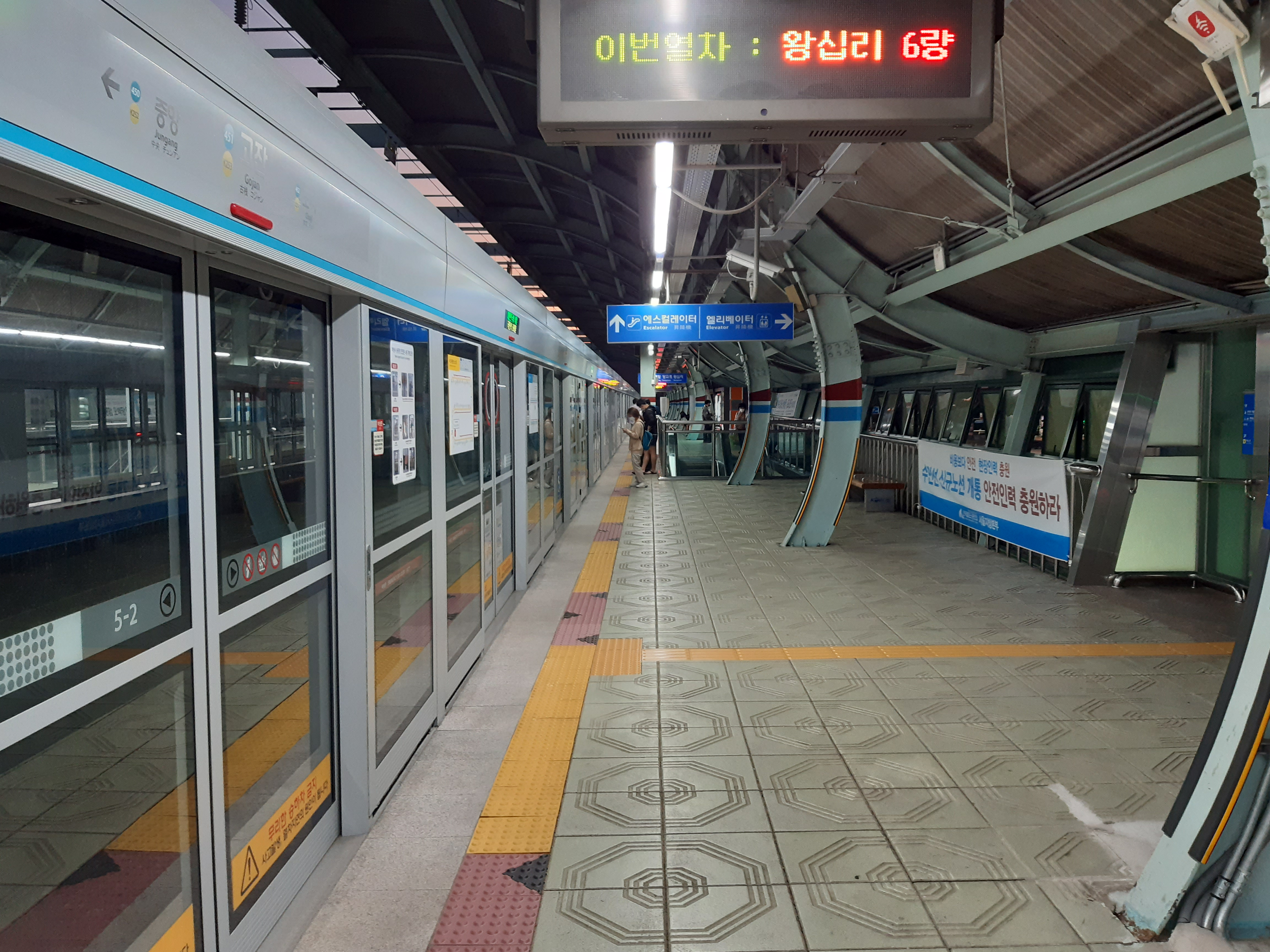
En 2020.

### Intermodalité
Des arrêts de bus urbains sont situés à proximité de certains accès.